# Mobilizarea Armatei Bulgare în 1915

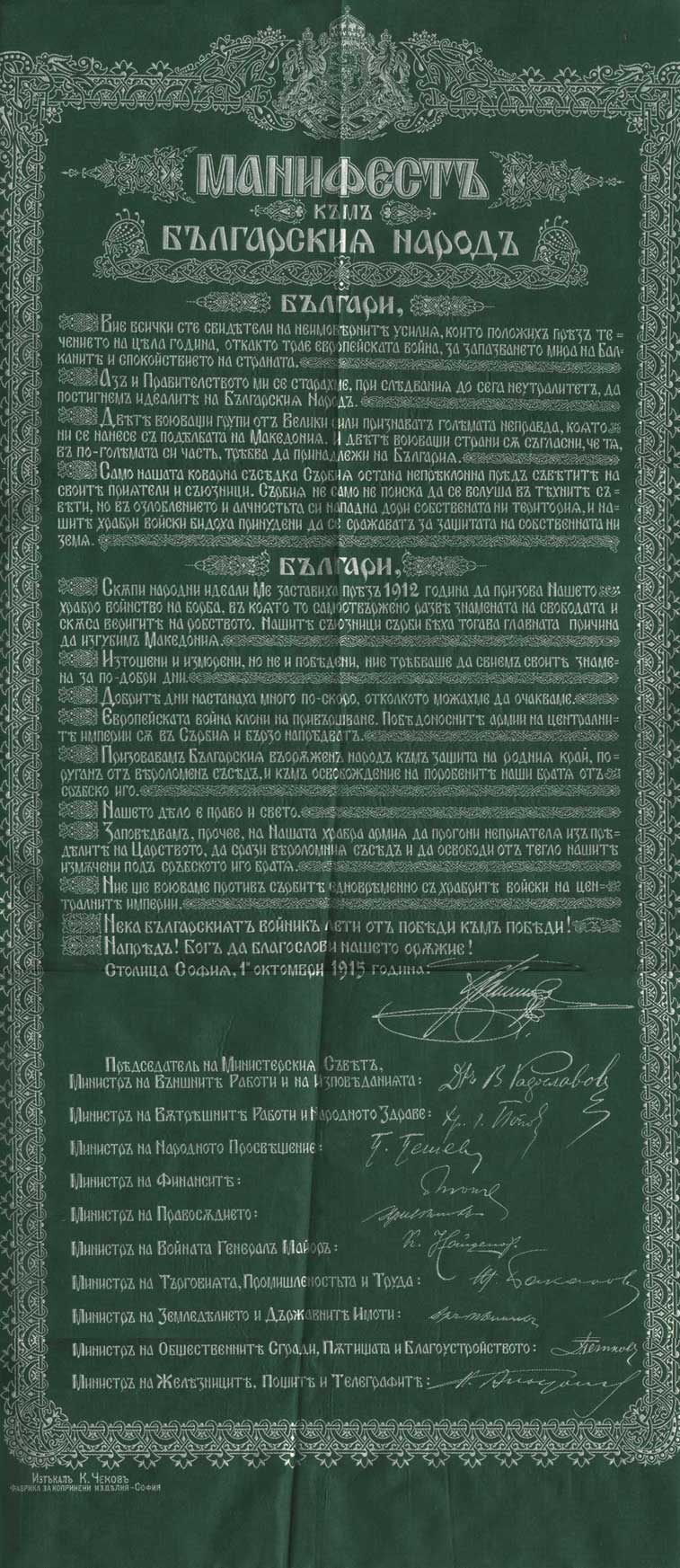
Manifestul Țarului bulgar Ferdinand I, declarând război împotriva Serbiei

Mobilizarea Armatei Regatului Bulgariei pentru intrarea în Primul Război Mondial a avut loc între 11 și 30 septembrie 1915. A fost o consecință directă a convenției militare între Imperiul German, Austro-Ungaria și Bulgaria și Tratatul de Prietenie și Alianță între Bulgaria și Germania, care au fost semnate pe 6 septembrie marcând oficial alierea țărilor în cadrul Puterile Centrale.

## Pregătirile pentru mobilizare
Situația internă din Bulgaria în urma celor două Războaie Balcanice a rămas foarte tensionată. Achiziționarea de aproximativ 18.000 de km2 de teren nou, cu peste 400.000 de locuitori nu a reușit să compenseze pierderea de Cadrilaterului, una din cele mai fertile regiuni; aproximativ 176,000 victime; și costuri financiare enorme cauzate de războaiele anterioare. Agricultura, care reprezenta cel mai important sector al economiei, a fost grav afectată și nu mai putea să se bazeze pe recolta anuală de cereale din partea de sud a Dobrogei care ajungea, în medie, până la 150.000 de tone. Numărul de cai, oi și vite era, de asemenea, mai mic în comparație cu anul 1912. Anual, producția de carne a fost de aproximativ 105.629 tone pe când totalul necesar pentru a susține o armată de 600.000 timp de un an era estimat la 87.600 tone. Exporturile și finanțele publice în această perioadă erau, de asemenea, puternic dezechilibrate. Se considera că, în caz de război, țara nu își poate permite să se hrănească, îmbrace și să înlocuiască jumătate de milion de oameni care trebuiau să-și părăsească locul de muncă pentru a fi înrolați, fără a submina grav economia.
După sfârșitul celui de-al Doilea Război Balcanic, Armata bulgară a fost demobilizată și redusă pe timp de pace la 5220 ofițeri și 80.079 de soldați. Analiza de performanță a armatei în timpul Războaielor Balcanice a oferit mai multe lecții care au servit ca bază pentru mai multe schimbări structurale importante în timpul reorganizării armatei și a unităților sale. În special, unele regimente de infanterie au fost reformate pentru a include trei batalioane în loc de patru, noi regimente Etappe au fost create (fiecare armată și divizie aveau câte unul), și cele două regimente de artilerie din fiecare divizie au format o brigadă de artilerie.

## Mobilizare
În seara zilei de 9 septembrie 1915, țarul Ferdinand și prim-ministrul Vasil Radoslavov au semnat un decret de mobilizare generală, declarând 11 septembrie ca prima zi operațională. Șeful Statului Major bulgar a început efectuarea tuturor sarcinile referitoare la mobilizare. O atenție specială a fost acordată la granița cu Serbia, unde majoritatea forțelor bulgare au trebuit să fie desfășurate.
Mobilizarea a durat între 17 și 18 zile, timp în care sârbii au delegat doar polițiștii de frontieră. Până la sfârșitul lunii septembrie, numărul total de persoane mobilizate a ajuns la 15.908 ofițeri și 600.772 soldați (12-13% din populație), cu 19.224 de rezerviști absenți. Aceste forțe au fost împărțite între trei armate, mai multe unități independente și trupele staționate în interiorul țării. Armata 1-a s-a concentrat pe vechea graniță cu Serbia și a fost plasată sub comanda Grupului de Armate Mackensen. Armata a 2-a a fost desfășurată împotriva Vardar (Macedonia) și a rămas sub controlul direct al bulgarilor. Armata a 3-a a fost însărcinată cu protecția frontierei române. Două divizii au fost staționate la granița cu Grecia și încă una a fost păstrată ca rezervă de câtre înaltul comandament.
Un total de 390 de batalioane au fost mobilizate, dintre care 232 de infanterie și 11 batalioane în unsprezece divizii de infanterie care cuprindeau 469.140 bărbați; alte 75 batalioane care aveau 86.444 bărbați au fost independente; 31 de batalioane de miliție și 41 de batalioane suplimentare aveau 64.845 de oameni rămași în interiorul țării. Artileria a fost desfășurată în 219 baterii - 94 baterii cu 409 arme în Armata 1, 44 baterii cu 182 de arme în cadrul Armatei a 2-a, 50 de baterii cu 401 arme în Armata a 3-a și 31 baterii cu 130 de arme în trei divizii independente. Cavaleria s-a mobilizat în 62 de escadrile.
Cele mai multe divizii aveau peste 40.000 de oameni, care erau echivalentul unui întreg corp de armată în alte armate.
Au fost achiziționate 372.603 puști, în loc de 521.509, cât se așteptau generalii bulgari. Fiecare armă de artilerie avea aproximativ 500 de obuze. De asemenea, armata nu avea destule haine și încălțăminte pentru toate trupele.

## Urmări
De la sfârșitul anului 1915, până la începutul anului 1918 patru contingente anuale de tineri recruți au fost chemați și au primit instruire. Numărul lor total a fost 214.343 și a fost suficient pentru înlocuirea a 181.515 de victime. Numărul total de trupe mobilizate în timpul războiului rămâne neclar. Unele surse indică un număr de peste 1.200.000 de oameni Față de septembrie 1918 Armata bulgară a ajuns la o putere cuprinsă între 855.175 și 877.392 oameni sub arme, în toate ramurile de serviciu, sau 18% din populație.